# アスル・カラチ
アスル・カラチ（Aslı Kalaç、1995年12月13日 - ）は、トルコの女子バレーボール選手。トルコ代表。

## 来歴
10歳のときにバレーボールをはじめた。2011年、アンカラで開催されたユース世界選手権で金メダルを、2012年のジュニア欧州選手権で金メダルを獲得。2014年よりシニア代表に初選出された。2015年にバクーで開催されたヨーロッパゲームズで金メダルを獲得した。2017年のU-23世界選手権にて金メダルを獲得した。2021年、ネーションズリーグにて銅メダルを獲得した。

## 所属クラブ
- Yeşilyurt（2011-2013年）
- ガラタサライ（2013-2020年）
- トゥルク・ハヴァ・ヨラーリ（2020-2022年）
- フェネルバフチェ（2022年-）